# Montcony
 Montcony  es una población y comuna francesa, en la región de Borgoña, departamento de Saona y Loira, en el distrito de Louhans y cantón de Beaurepaire-en-Bresse.

## Demografía
| 399 | 380 | 327 | 289 | 264 | 225 |
| Para los censos de 1962 a 1999 la población legal corresponde a la población sin duplicidades (Fuente: INSEE [Consultar]) |     |     |     |     |     |